# Pour le meilleur et pour le pire (film, 1954)
Pour les articles homonymes, voir Pour le meilleur et pour le pire.
Pour plus de détails, voir Fiche technique et Distribution.
Pour le meilleur et pour le pire (For Better, for Worse) est un film britannique réalisé par J. Lee Thompson, sorti en 1954.

## Synopsis
Tony et Anne, un jeune couple veut se marier. Mais le père d'Anne pose des conditions avant de permettre le mariage.

## Fiche technique
- Titre : Pour le meilleur et pour le pire
- Titre original : For Better, for Worse
- Titre américain : Cocktails in the Kitchen
- Réalisation : J. Lee Thompson
- Scénario : J. Lee Thompson, Peter Myers et Alec Grahame d'après la pièce de théâtre d'Arthur Watkin
- Musique : Angela Morley
- Photographie : Guy Green
- Montage : Peter Taylor
- Production : Kenneth Harper
- Société de production : Associated British Picture Corporation et Kenneth Harper Production
- Pays :  Royaume-Uni
- Genre : Comédie romantique
- Durée : 85 minutes
- Dates de sortie : 
  - Royaume-Uni : 27 septembre 1954 (Londres)

## Distribution
- Dirk Bogarde : Tony
- Susan Stephen : Anne
- Cecil Parker : le père d'Anne
- Eileen Herlie : la mère d'Anne
- Athene Seyler : Mlle. Mainbrace
- Dennis Price : Debenham
- Pia Terri : Mme. Debenham
- James Hayter : le plombier
- Thora Hird : Mme. Doyle
- George Woodbridge : Alf
- Charles Victor : Fred

## Distinctions
Le film a été nommé pour deux BAFTA.